# Jak Grinch ukradl Vánoce!
Jak Grinch ukradl Vánoce! je dětská veršovaná kniha s vánoční tematikou, kterou napsal a ilustroval americký autor Theodor Seuss Geisel, známý pod pseudonymem Dr. Seuss. Hlavní postavou knihy je Grinch – mrzutý a osamělý tvor, který se snaží zničit Vánoce tím, že o Štědrém večeru ukradne z nedalekého městečka Kdovíkov všechny dárky a vánoční výzdobu. Po dokonání tohoto činu si Grinch jako zázrakem uvědomí, že dárky a peníze nejsou podstatou Vánoc. Geisel pomocí této knihy kritizuje komercializaci vánočních svátků.
Knihu vydalo v roce 1957 nakladatelství Random House a ve stejném roce příběh vyšel i v časopise Redbook. Českou verzi knihy, kterou z anglického originálu přeložila Alena Snelling, vydalo v roce 2018 nakladatelství Drobek.
Geiselův vánoční příběh byl několikrát zfilmován. První adaptací byl animovaný televizní film How the Grinch Stole Christmas z roku 1966, dále byl v roce 2000 natočen celovečerní hraný film Grinch s Jimem Carreym v hlavní roli a v roce 2018 vyšla počítačově animovaná verze, ve které hlavní postavě v původním znění propůjčil hlas Benedict Cumberbatch (v českém znění Vojtěch Dyk).

## Děj
Grinch je zahořklý a osamělý tvor s "o dvě čísla menším" srdcem, který žije v hoře na okraji městečka Kdovíkov, ve kterém žijí Kdovíci. Grinche už nebaví poslouchat hlučné vánoční oslavy Kdovíků, proto se rozhodne Vánoce zničit. Převlékne se za Santu Clause a na saních tažených svým psem Maxem se vydá do Kdovíkova. Poté, co se protáhne komínem prvního domu na náměstí, Grinch ukradne všechny dárky, jídlo i vánoční stromeček. Během svého řádění je vyrušen malou Cindy, ale pomocí chytré lži se jí lehce zbaví.
Když Grinch vykrade domy i ostatních Kdovíků, vyjede na saních na vrchol své hory, se záměrem shodit všechny ukradené věci do propasti. Vyčká však na ráno, aby si vyslechl nářek Kdovíků. Místo toho však zaslechne radostný zpěv vánočních koled. Po dlouhém přemýšlení si Grinch uvědomí, že Vánoce nejsou jen o dárcích a jídle, což způsobí, že se mu srdce třikrát zvětší. Polepšený Grinch pak Kdovíkům vrátí, co ukradl, a ti ho na oplátku pozvou na svou vánoční hostinu.

## Historie knihy
Postava Grinche se poprvé objevila v Geiselově básni The Hoobub and the Grinch, která vyšla v květnu 1955 v časopise Redbook. Geisel na příběhu Jak Grinch ukradl Vánoce! začal pracovat až o pár let později na začátku roku 1957 – jen chvíli poté, co dokončil svou úspěšnou knihu Kocour v klobouku (1957). Geiselova manželka Helen, která měla dlouhodobé zdravotní problémy a v dubnu 1957 prodělala malou mozkovou mrtvici, i přes své zdravotní problémy plnila roli neoficiální editorky, stejně jako u jiných Seussových knih.
Geisel tvrdil, že inspirací pro postavu Grinche byl on sám, protože si kvůli zdravotním problémům své manželky a svému znepokojení z komercializace Vánoc při pohledu do zrcadla jednou o Vánocích připadal "jako Grinch".
Dr. Seuss knihu napsal během několika týdnů. Životopisci Judith a Neil Morganovi napsali, že to byla kniha, která se mu psala nejsnadněji, s výjimkou jejího konce.
V polovině května 1957 knihu dokončil a poslal do newyorského nakladatelství Random House. V červnu odjeli Geisel s manželkou Helen na měsíční dovolenou na Havaj, kde zkontroloval korekturu svého příběhu a zrevidovanou ji poslal zpět. Kniha debutovala v prosinci jak v knižní verzi vydané nakladatelstvím Random House, tak ve verzi vydané v časopise Redbook. Dr. Seuss věnoval svou knihu Theodoru "Teddymu" Owensovi, ročnímu synovi své neteře Peggy Owensové.

## Adaptace
Kniha byla mnohokrát adaptována pro film či televizi. První televizní adaptaci vytvořili Chuck Jones a Ben Washam, kteří příběh vydali v roce 1966 jako animovaný televizní speciál, ve kterém se role vypravěče ujal Boris Karloff, který propůjčil svůj hlas také hlavní postavě. V roce 2000 byla kniha adaptována do hraného filmu v režii Rona Howarda. V této verzi hlavní roli Grinche ztvárnil Jim Carrey. V roce 2018 měl premiéru 3D-animovaný celovečerní film společnosti Illumination Entertainment, který režírovali Yarrow Cheney a Scott Mosier. V původním znění této adaptace propůjčil Grinchovi hlas Benedict Cumberbatch (v českém znění Vojtěch Dyk). V roce 2022 vyšel Grinchem inspirovaný hororový film Stevena LaMorteho.

## Ocenění
Na základě výsledků internetového průzkumu z roku 2007 zařadila americká National Education Association (Národní asociace pro vzdělávání) knihu Jak Grinch ukradl Vánoce! mezi "100 nejlepších knih pro děti podle učitelů". V roce 2012 se v průzkumu zveřejněném časopisem School Library Journal Geiselova kniha umístila na 61. místě v kategorii "100 nejlepších obrázkových knih".